# Архангельский, Василий Гаврилович
Васи́лий Гаври́лович Арха́нгельский (1 марта 1868, Микушкино, Бугурусланский уезд Самарской губернии — 25 мая 1948, Горни-Почернице, Чехословакия) — политический деятель Российской империи, член партии эсеров, депутат Государственной Думы II созыва и Всероссийского учредительного собрания.

## Биография
Родился в семье дьякона. Личный дворянин. Окончил Самарское духовное училище и духовную семинарию (1888). Поступил в Казанскую духовную академию, откуда был отчислен с 3-го курса за революционную пропаганду.
Был выслан в Сибирь. В 1891 году все же окончил Московскую духовную академию, стал кандидатом богословия, работал учителем начальной школы на сибирских заводах. Экстерном окончил юридический факультет Юрьевского университета.
В 1901 году переехал в Ставрополь (ныне Тольятти), где работал инспектором народных училищ. Энергично занимался школьными делами, активно занимался кадровыми вопросами значительно обновив состав преподавателей за счёт выпускников гимназий и краткосрочных курсов. Однако, после того как Ставропольским предводителем дворянства был избран А. Н. Наумов, он сильно заинтересовался деятельностью инспектора Архангельского. Выяснилось, что среди учителей уезда очень много людей, в той или иной степени критикующих царское правительство, причём все они приглашены на работу Архангельским. После того, как на запрос в жандармское управление пришёл ответ, что Архангельский давно числится на учёте как член партии социалистов-революционеров, Наумов в 1905 году добился увольнения Василия Гавриловича «за незаконную организацию учительских съездов и союзов»
Архангельский переехал в Казань, где стал издавать газету «Волжский листок». Баллотировался во II Государственную Думу, но был арестован и вместе со всем штатом редакции выслан в Тобольскую губернию. Однако он победил на выборах, и прямо из тюменской тюрьмы отправился в Санкт-Петербург.
В 1906 году пожалован орденом за деятельность в народном образовании. В том же году выслан за границу. В 1908 году приговорён к 6 годам каторги, жил в Черемхове и Иркутске. Сотрудничал с журналом «Народная Сибирь».
В 1917 году был делегатом III и IV съездов эсеров, избирался в состав ЦК. Был гласным Иркутской городской думы.  Избран в Учредительное собрание как обязательный кандидат от эсеров в Иркутском и Самарском округах. Участник заседания 5 января.
30 января 1918 года в Петрограде ЦК партии эсеров поручил ему совместно с А. А. Гизетти и А. Н. Слетовой-Черновой организацию партийной работы среди учителей.
В сентябре 1918 года был участником Уфимского совещания.
В 1919 году эмигрировал в Чехословакию. Был одним из основателей и управляющих Русского заграничного исторического архива, сотрудничал в журналах «Воля России», «Современные записки», «Архив русской революции», «Революционная Россия», «Новая Россия», газете «Дни».
Вместе с женой Ларисой Васильевной и своим другом эсером Борисом Николаевичем Рабиновичем  основал  в селе Хвалы под  Прагой образцовую птичью ферму, которая давала неплохой доход.